# Herança ligada ao sexo
Herança ligada ao sexo é a designação da herança genética relacionada a genes presentes na parte não-homóloga dos cromossomos sexuais, ou seja, no caso da espécie humana, os genes presentes no cromossomo X não tem correspondentes no cromossomo Y. A herança ligada ao sexo responde por diversas enfermidades encontradas em humanos, como o daltonismo e hemofilia.
  É, também, a expressão fenotípica de um alelo relacionado ao cromossomo sexual do indivíduo. Nos cromossomos autossomos dos sexos, a herança genética de seus pais possuem a mesma probabilidade de existência (como visto no Principio de Fisher), resumido por Ronald Fisher, mas dado que os seres humanos têm muito mais genes no cromossomo x que no cromossomo y, existem mais rasgos ligados ao x do que ao y.
Os cromossomos sexuais se juntam  na meiose. Como os cromossomos X e Y ou Z e W têm formas e tamanhos diferentes, seu emparelhamento na meiose é parcial. Podem-se distinguir, assim, duas regiões nesses cromossomos, em função do emparelhamento nas células masculinas.
- região homóloga, cromossomo X e o cromossomo Y , se emparelham ;

- região não-homóloga, onde não há emparelhamento entre o cromossomo X e o cromossomo Y.

Os genes que se encontram na região não-homóloga do cromossomo X apresentam um tipo de herança que chamamos  de herança ligada ao sexo ou herança ligada ao X.
Nesse caso, como os machos têm apenas um cromossomo X, não há alelos dos genes localizados na região não-homóloga desse cromossomo, sendo, por isso, chamados hemizigóticos. Já as fêmeas podem ser homozigóticas ou heterozigóticas, pois apresentam dois cromossomos X que se emparelham completamente.
Genes recessivos localizados nessa região não-homóloga do cromossomo X expressam-se fenotipicamente com maior frequência nos machos,pois basta o alelo estar presente para seu efeito se manifestar. Nas fêmeas, esses alelos recessivos só se manifestam em dose dupla (homozigose recessiva).
Os genes localizados na região não-homóloga do cromossomo Y são chamados de genes holândricos (holo = todos; andrico = masculino) e condicionam um tipo de herança restrita ao sexo ou herança ligada ao Y, que só ocorrem nos machos. nesse caso, também se fala em indivíduos hemizigóticos.

## Histórico
A herança ligada ao sexo também pode ser identificada em diversas outras espécies e foi percebida inicialmente a partir das observações de Thomas Hunt Morgan, em 1909, estudando a mosca-da-fruta, Drosophila melanogaster. Morgan observou a cor dos olhos neste inseto e descobriu frequências diferentes para machos e fêmeas que evidenciaram a presença de uma herança ligada aos cromossomos sexuais
Evidências de ligação ao sexo também foram observadas por L. Doncaster e G. H. Raynor, ao estudarem cruzamentos entre mariposas magpie (asas escuras x asas claras) dentro das condições mendelianas. Eles notaram os seguintes cruzamentos recíprocos:
Fêmeas asas claras X Machos asas escuras =
Toda a prole com asas escuras.
Fêmeas asas escuras X Macho de asas claras =
Toda a prole feminina com asas claras/ Toda prole masculina com asas escuras.
Associando tais frequências fenotípica a herança sexual. William Bateson desenvolveu o mesmo estudo, porém com galinhas.

## Outros mecanismos de herança relacionados ao sexo
Existem variações fenotípicas relacionadas com o sexo envolvendo genes que podem estar localizados em quaisquer do autossomos, ocorrendo, assim, nos dois sexos. Esses genes podem expressar-se de modo diferente em cada sexo, em função principalmente dos hormônios sexuais.

### Herança influenciada pelo sexo
A herança autossômica influenciada pelo sexo diz respeito a características determinadas por genes autossômicos, cuja expressão é afetada pelo sexo do indivíduo. Dentro desta classificação encontra-se a modalidade "Dominância influenciada pelo sexo", em que a dominância de um gene varia de acordo com o sexo do portador. Um exemplo é a calvície na espécie humana. Essa característica é determinada por um Alelo C', localizado em um autossomo, sendo dominante nos homens e recessivo nas mulheres. Assim, devido a diferenças hormonais, o mesmo genótipo heterozigótico manifesta-se de forma diferente em cada sexo.
| Genótipo | Fenótipo                           |
| -------- | ---------------------------------- |
| C'C'     | Homem: calvo Mulher: calva         |
| C'C''    | Homem: calvo Mulher: não-calva     |
| C''C''   | Homem: não-calvo Mulher: não-calva |

A calvície é, portanto, uma característica influenciada pelo sexo. Devemos lembrar, porém, que a calvície também pode ter outras causas, sem interferência genética, como doenças, radiações e problemas com a glândula tireoide.
Outras modalidades de herança autossômica ligada ao sexo são a "Penetrância influenciada pelo sexo" e a "Expressividade influenciada pelo sexo".

### Herança com efeito limitado ao sexo
Esses casos envolvem genes que ocorrem nos dois sexos, mas só se manisfestam em um deles. O efeito desses genes está, portanto, limitado ao sexo do indivíduo. Um exemplo é a manifestação dos caracteres sexuais secundários no homem e na mulher.
A masculinização está ligada ao cromossomo Y. Um gene que tem um papel muito importante nesse fato é o tdf, também chamado de sry, que codifica o fator determinante de testículos. O gene tdf  identificado está localizado na região não-homóloga do cromossomo Y.
A hipertricose auricular, que corresponde ao crescimento excessivo de pelos na orelha, é um exemplos de gene autossômico dominante com efeito limitado ao sexo. Esses genes estão presentes tanto em homens como em mulheres, mas só se manifestam nos homens, ou seja, a hipertricose deve-se a uma herança ligada ao Y
É interessante notar que até algum tempo atrás a hipertricose auricular era interpretada como um tipo de herança ligada ao cromossomo Y. Hoje se sabe que muitas das características que eram atribuídas a genes localizados na região não-homóloga do Y em relação ao X, ou seja, genes restritos ao sexo (ou ao Y), são na verdade condicionadas por genes autossômicos com efeito limitado ao sexo.

## Herança ligada ao cromossomo X

### Dominante
O gene responsável do fenótipo se localiza no cromossomo X, e somente uma cópia do alelo é suficiente para desencadeá-lo. Pode ser herdado do pai ou da mãe. Os homens só podem herdar um cromossomo X. A consequência para isto é que as mulheres têm mais probabilidade de herdar um alelo ligado ao cromossomo X do qual o fenótipo se faça visível.
Quando a mãe é a portadora do alelo em UM de seus dois cromossomos X, ela mesma apresentará a desordem genética, ademais:
- 50% de suas filhas terão a desordem;
- 50% de seus filhos terão a desordem;

Quando a mãe é portadora do alelo em seus DOIS cromossomos X, acontecerá que:
- 100% de suas filhas terão a desordem;
- 100% dos seus filhos terão a desordem;

Quando só o pai é o portador do alelo no cromossomo X, ele mesmo apresentará a desordem genética, ademais:
- 100% de suas filhas terão a desordem;
- 0% de seus filhos terão a desordem;

Quando os dois pais são portadores, SENDO QUE A MÃE É HETEROZIGOTA PARA O CARÁTER:
- 100% de suas filhas terão a desordem;
- 50% de seus filhos terão a desordem;

Quando os DOIS pais são portadores, SENDO QUE A MÃE É HOMOZIGOTO PARA O CARÁTER:
- 100% de suas filhas terão a desordem;
- 100% de seus filhos terão a desordem;

Em algumas síndromes, como a Síndrome de Aicardi, o cromossomo X afetado é letal, de modo que sobrevivem somente as mulheres.
Lista de Síndromes dominantes ligadas ao cromossomo X:
- Síndrome de Rett
- Síndrome de Alport
- Síndrome de Bloch-Sulzberger
- Síndrome Giuffrè-Tsukahara
- Síndrome de Goltz
- Síndrome João-Gonçalves
- Síndrome Aicardi
- Protoporfirina ligada ao cromossomo X

### Recessiva
O gene responsável do fenótipo se localiza no cromossomo X, precisa-se homozigose do alelo das mulheres para poder expressar o fenótipo, enquanto que nos homens precisa-se apenas tê-lo (dado que são necessariamente homozigotos para o cromossomo X). Pode ser herdado do pai ou da mãe. Os homens só podem herdar um cromossomo X. A consequência disto é que as mulheres possuem mais probabilidade de herdar um alelo ligado ao cromossomo X, mas que não desencadeiem o fenótipo.
Quando somente a mãe é a portadora do alelo no cromossomo X, ela mesma NÃO APRESENTARÁ a desordem genética e ademais:
- 50% de suas filhas serão portadoras;
- 50% de seus filhos terão a desordem;

Quando o pai é o portador do alelo no cromossomo X, ele mesmo APRESENTARÁ a desordem e ademais:
- 100% de suas filhas serão portadores;
- 0% de seus filhos terão a desordem;

Quando os dois pais são portadores:
- 50% de suas filhas terão a desordem e 50% serão portadoras;
- 50% de seus filhos terão a desordem;

Quando a mãe é homozigoto para o alelo e o pai não é portador:
- 100% de suas filhas serão portadoras;
- 100% de seus filhos terão a desordem;

Quando a mãe é homozigoto, assim como o pai:
- 100% de sua descendência terá a desordem;

Lista das Síndromes ou anomalias recessivas mais comuns ligadas ao cromossomo X:
- Daltonismo
- Hemofilia A
- Hemofilia B
- Distrofia muscular de Duchenne
- Distrofia muscular de Becker
- Ictioses ligada ao cromossomo X
- Agamaglobulinemia ligada ao cromossomo x.

## Síndromes relacionadas ao cromossomo X

### Síndrome de Klinefelter
A síndrome de Klinefelter ocorre nos homens quando umas ou várias cópias extra do cromossoma de X estam presente. A circunstância é caracterizada pela revelação sexual anormal, com mau funcionamento dos testículos e dos níveis reduzidos da testosterona. Enquanto os homens crescem acima, tendem a ser mais altos do que a média mas a ter reduzido a força de músculo. A capacidade de aprendizagem pode ser danificada e pode igualmente haver alguma revelação atrasada de habilidades de motor. Os homens com a circunstância podem igualmente ser inférteis.

### Tripla X ou "Super Fêmea"
A síndrome de down igualmente chamada X, esta circunstância é causada pela presença de uma cópia extra do cromossoma de X nas fêmeas, significando que cada um de suas pilhas tem 47 cromossomas. As fêmeas com síndrome de down X são em risco da língua atrasada, motor-coordenação e as habilidades do processamento cognitivo e o Q.I. médio entre estes grupos são 90. A falha ovariana prematura é razoavelmente comum nas mulheres com síndrome de down X mas a maioria têm a fertilidade normal.

### Síndrome de Turner
Esta circunstância afecta fêmeas e elevara de uns desaparecidos ou de um cromossoma de X anormalmente estruturado. As mulheres com a circunstância são da estatura curto e infértil. Na maioria dos casos, as mulheres têm somente uma cópia do gene (referido como monosomy) mas em alguns casos o segundo cromossoma de X estam presente mas são arranjadas anormalmente ou parcialmente faltando.